# Pyrausta monosema
Pyrausta monosema là một loài bướm đêm trong họ Crambidae.